# Врањковић
Врањковић је презиме. Значајни људи са овим презименом су:
- Марко Врањковић (1990), словеначки кошаркаш
- Војислав Врањковић (1983), српски фудбалер